# National Rugby League 2023
La National Rugby League de 2023 fue la 116.ª edición del torneo de rugby league más importante de Australia y Nueva Zelanda.

## Equipos
Para la temporada 2023, el número de equipos en la NRL aumentó de dieciséis a diecisiete con la inclusión de un cuarto club con sede en Queensland, los Dolphins, con sede en Redcliffe. Es la primera vez que cambia el número de equipos de la Premiership desde 2007, cuando los Gold Coast Titans se unieron a la competencia.

## Formato
Los clubes se enfrentaran en una fase regular de todos contra todos en condición de local y visitante, los ocho equipos mejor ubicados al terminar esta fase se clasificarán a la postemporada.
Se otorgan 2 puntos por el triunfo, 1 por el empate y 0 por la derrota.

### Postemporada

#### Finales de eliminación (fase 1)
- 5° vs 8° puesto - ganador avanza a las semifinales
- 6° vs 7° puesto - ganador avanza a las semifinales

#### Finales de clasificación (fase 2)
- 1° vs 4° puesto - ganador avanza a las final preliminar, perdedor avanza a semifinales
- 2° vs 3° puesto - ganador avanza a las final preliminar, perdedor avanza a semifinales

#### Semifinales (fase 3)
- Perdedor fase 2 vs ganador fase 1 - ganador avanza a la final preliminar
- Perdedor fase 2 vs ganador fase 1 - ganador avanza a la final preliminar

#### Final preliminar (fase 4)
- Ganador fase 2 vs ganador fase 3 - ganador avanza a la gran final
- Ganador fase 2 vs ganador fase 3 - ganador avanza a la gran final

#### Final
- Ganadores fase 4

## Tabla de posiciones
| Pos. | Equipo                        | Encuentros | Encuentros | Encuentros | Encuentros | Tantos | Tantos | Tantos | Puntos |
| Pos. | Equipo                        | PJ         | PG         | PE         | PP         | F      | C      | Dif    | Puntos |
| ---- | ----------------------------- | ---------- | ---------- | ---------- | ---------- | ------ | ------ | ------ | ------ |
| 1    | Penrith Panthers              | 24         | 18         | 0          | 6          | 645    | 312    | 333    | 42     |
| 2    | Brisbane Broncos              | 24         | 18         | 0          | 6          | 639    | 425    | 214    | 42     |
| 3    | Melbourne Storm               | 24         | 16         | 0          | 8          | 627    | 459    | 168    | 38     |
| 4    | New Zealand Warriors          | 24         | 16         | 0          | 8          | 572    | 448    | 124    | 38     |
| 5    | Newcastle Knights             | 24         | 14         | 1          | 9          | 626    | 451    | 175    | 35     |
| 6    | Cronulla-Sutherland Sharks    | 24         | 14         | 0          | 10         | 619    | 497    | 122    | 34     |
| 7    | Sydney Roosters               | 24         | 13         | 0          | 11         | 472    | 496    | -24    | 32     |
| 8    | Canberra Raiders              | 24         | 13         | 0          | 11         | 486    | 623    | -137   | 32     |
| 9    | South Sydney Rabbitohs        | 24         | 12         | 0          | 12         | 564    | 505    | 59     | 30     |
| 10   | Parramatta Eels               | 24         | 12         | 0          | 12         | 587    | 574    | 13     | 30     |
| 11   | North Queensland Cowboys      | 24         | 12         | 0          | 12         | 546    | 542    | 4      | 30     |
| 12   | Manly-Warringah Sea Eagles    | 24         | 11         | 1          | 12         | 545    | 539    | 6      | 29     |
| 13   | Dolphins                      | 24         | 9          | 0          | 15         | 520    | 631    | -111   | 24     |
| 14   | Gold Coast Titans             | 24         | 9          | 0          | 15         | 527    | 653    | -126   | 24     |
| 15   | Canterbury-Bankstown Bulldogs | 24         | 7          | 0          | 17         | 438    | 769    | -331   | 20     |
| 16   | St. George Illawarra Dragons  | 24         | 5          | 0          | 19         | 474    | 673    | -199   | 16     |
| 17   | Wests Tigers                  | 24         | 4          | 0          | 20         | 385    | 675    | -290   | 14     |

|  | En zona de clasificación a postemporada. |

## Fase final

#### Finales de clasificación
| 8 de septiembre | Brisbane Broncos | 26 - 0 | Melbourne Storm |  |  |

| 9 de septiembre | Penrith Panthers | 32 - 6 | New Zealand Warriors |  |  |

#### Finales de eliminación
| 9 de septiembre | Cronulla-Sutherland Sharks | 12 - 13 | Sydney Roosters |  |  |

| 10 de septiembre | Newcastle Knights | 30 - 28 | Canberra Raiders |  |  |

#### Semifinales
| 15 de septiembre | Melbourne Storm | 18 - 13 | Sydney Roosters |  |  |

| 16 de septiembre | New Zealand Warriors | 40 - 10 | Newcastle Knights |  |  |

#### Finales preliminares
| 22 de septiembre | Penrith Panthers | 38 - 4 | Melbourne Storm |  |  |

| 23 de septiembre | Brisbane Broncos | 42 - 12 | New Zealand Warriors |  |  |

#### Gran final
| 1 de octubre | Penrith Panthers | 26 - 24 | Brisbane Broncos | Stadium Australia, Sídney |  |

| Bandera de Australia     |
| Campeón Penrith Panthers |
| Quinto título            |